# VR Bank Rhein-Neckar
Die VR Bank Rhein-Neckar eG mit Sitz in Mannheim gehört zu den großen Volks- und Raiffeisenbanken in Deutschland. Im Bilanzvergleich der Genossenschaften für 2024 nimmt sie Rang 47 ein.
Die Verwaltung der Genossenschaftsbank befindet sich seit 2002 zentral im Volksbankhaus an der Mannheimer Augustaanlage. Die VR Bank Rhein-Neckar unterhält Filialen in Mannheim, Ludwigshafen, im Rhein-Neckar-Kreis und im Rhein-Pfalz-Kreis.

## Geschichte
Die Volksbank-Rhein-Neckar entstand 1998 durch Fusion der Volksbanken Mannheim und Rhein-Neckar-Mitte sowie der Raiffeisenbank Heddesheim. Die Volksbank Rhein-Neckar-Mitte war ihrerseits 1994 aus den Volksbanken Seckenheim und Edingen-Neckarhausen gegründet worden. Das 125-jährige Jubiläum im Jahr 2006 ging auf die Gründung des „Ländlichen Creditvereins“ in Seckenheim als eines der Vorgängerinstitute im Jahre 1881 zurück. Zu dieser Zeit zählte die Bank mit einer Bilanzsumme von 2 Mrd. Euro und ca. 450 Mitarbeitern zu den größten Genossenschaftsbanken Badens mit rund 100.000 Kunden und über 80.000 Mitgliedern.
Im Mai 2007 fusionierte die Volksbank Rhein-Neckar mit der VR Bank Ludwigshafen zur VR Bank Rhein-Neckar mit Sitz in Mannheim.